# Pedro Esteve

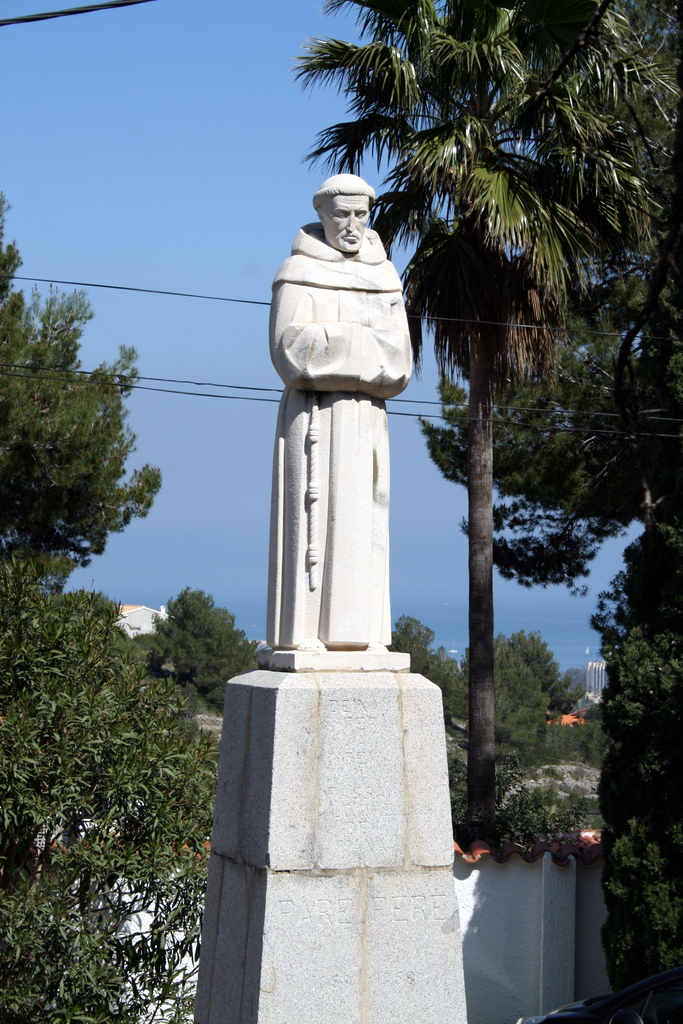
Estatua de Fray Pedro Esteve, frente a la Ermita.

Fray Pedro Esteve (el Pare Pere) (n. Denia, Alicante, 1582-1658), fue un fraile franciscano. Dedicaba mucho tiempo a la oración y la meditación en su retiro de las faldas del Montgó, en una casita de piedra.
Más conocido como lo Padre Pedro de Denia, fue un predicador y autor literario valenciano en lengua valenciana.
También se dice que fue él quién creó la entidad local de Jesus Pobre (pedanía de Denia).
Conocida ya es su frase:

Deixém fer a Déu i fassám el que Déu mana.
 ¿Que mana Déu? que'l amen de bona gana.
Fray Pedro Esteve.

En castellano:

Dejemos hacer a Dios y hagamos lo que Dios manda.
¿Y que manda Dios? Que lo amemos de buena gana.
Fray Pedro Esteve.